# 今川義忠
今川義忠（日语：／ Imagawa Yoshitada，1436年2月26日—1476年3月1日）是日本室町時代至戰國時代的武將、守護大名，駿河國守護，駿河今川家第6任當主，為今川義元的祖父。

## 生涯
嘉吉3年（1441年）嘉吉之亂爆發，義忠作為父親範忠的名代，率領1,000名騎兵出兵尾張國。
康正2年（1454年）享德之亂爆發，室町幕府命令今川氏討伐鎌倉公方足利成氏，義忠作為父親的名代進攻鎌倉，因而獲得第8任將軍足利義政贈予感謝狀，在這之前元服時亦獲得將軍義政賜予偏諱「義」字，加上父親的「忠」，改名為義忠。寬正2年（1461年），範忠死去，由義忠接任駿河守護一職，並且成為家督，相對於將軍義政，義忠主要協助義政庶兄堀越公方足利政知。另外，寬正6年（1466年），義忠與甲斐國的武田信昌一同奉命討伐從鎌倉遷移至古河的成氏。
原本，今川氏兼任遠江國守護一職，但是在應永26年（1419年）後遠江成為斯波氏的領地。後來，今川了俊家系在遠江的領地，由於今川範將反抗斯波氏戰敗而落入後者的被官的國人眾手中，導致今川氏與斯波氏的關係日漸惡化。
應仁元年（1467年）應仁之亂爆發，義忠與政知商量後，率領1,000名騎兵上洛。山名宗全原本希望拉攏義忠加入西軍，但是義忠以保護將軍為由，進入東軍所屬的花之御所，成為東軍一員。義忠選擇支援東軍可能是因為敵對的遠江守護斯波義廉隸屬西軍的緣故。
有些意見認為，義忠是在上洛時與伊勢新九郎（後來的北條早雲）之姊妹北川殿成婚，由於新九郎是浪人，因此也有北川殿只是義忠側室的說法。然而，近年的研究顯示新九郎就是出身自幕府政所執事家系伊勢氏的備中伊勢氏幕臣伊勢盛時，而義忠在上洛時數次拜訪政所執事伊勢貞親，而盛時之父伊勢盛定則擔任今川家的申次眾，因此才將北川殿嫁給義忠，正室的說法亦較為合理。文明5年（1473年），義忠與北川殿誕下嫡子龍王丸（後來的今川氏親）。
應仁2年（1468年），義忠應細川勝元的要求在東海道斯波義廉的領地處製造混亂後返回駿河。其後，義忠積極地希望進佔遠江，並且與斯波氏和當地的國人眾戰鬥。
文明5年（1473年），東軍的三河國守護細川成之遭到美濃國守護代格齋藤妙樁的攻擊，義忠奉將軍之命前往三河支援。為此，義忠在各地籌集軍糧，期間將臣服於東軍尾張國守護的斯波義良和三河的吉良義真的遠江國人巨海氏和狩野氏消滅，此舉導義忠與同為東軍的義良和成之對立。
文明7年（1475年），西軍義廉的家臣甲斐敏光以遠江守護代的名義轉投東軍，並且與義忠敵對，遠江的形勢變得混亂。其後，義忠出兵遠江與效力義良的國人眾交戰。
文明8年（1476年），遠江國人橫地四郎兵衛和勝間田修理亮瞞著義忠與斯波氏取得聯繫，暗中修復見付城準備反抗今川，義忠得悉後率領500名騎兵包圍兩人的根據地勝間田城和金壽城，並且擊敗兩人。回程當晚，義忠在遠江小笠郡鹽買坂（現靜岡縣菊川市）遭到橫地氏和勝間田氏的殘黨發動的一揆突襲，乘馬指揮的義忠身中流矢而死。由於鹽買坂位處於從金壽城返回駿府的相反方向，因此有些說法認為義忠是在金壽城戰敗後，逃向今川氏旗下鹽買坂南方的新野城期間被殺。
按《今川記》等記載，橫地與勝間田兩人是背叛幕府的反賊，但是如果與兩人取得聯繫的是由幕府任命的守護斯波義良的話，兩人反而是聽從幕府指示，攻擊兩人的義忠才是反抗幕府的逆賊。義忠意外死去後，遺下年僅6歲的龍王丸（後來的今川氏親），由於龍王丸年紀尚幼，加上義忠的行為可能讓龍王丸和北川殿也被視為反賊，因此今川氏一度希望由義忠的堂兄弟小鹿範滿接任家督，其姻親曾經在享德之亂時一同並肩作戰的扇谷上杉家（實際是家宰太田道灌）亦介入此事，兩人甚至一度計劃討伐龍王丸。不過，由於幕府未有打算討伐出身今川氏嫡流的龍王丸，而且幕府在義忠之死上也有責任，因此派遣義忠正室北川殿的兄弟幕府申次眾伊勢盛時前往駿河調停。此事促進盛時與今川氏之間的關係，亦是後來盛時入主關東，後北條氏誕生的契機。